# Alahis
Alahis, död 689, var kung av det langobardiska riket mellan 688 och 689. 